# 오컴 (서리주)
오컴(/ˈɒkəm/)은 잉글랜드 서리주의 길드퍼드구에 있는 농촌 및 준농촌 촌락이다. 촌락은 A3 도로 바로 동쪽에서 시작되지만, 서쪽의 웨이강까지 이어져 그곳에 큰 제분소가 있다. 오컴은 콥햄 (서리주)(레더헤드 근처)과 이스트 호슬리 (길드퍼드 근처) 사이에 위치한다.

## 역사
오컴은 적어도 청동기 시대(기원전 1500-1100년경) 중기부터 사람이 살았던 곳으로, 2013년 구 호트보이 여관에서 건축 공사 중 발견된 '오컴 호드'라는 청동기 시대 유물 컬렉션과 콕크로우 힐에 상대적으로 드문 벨 배로우가 존재한다는 증거가 있다.
오컴은 1086년 둠스데이 북에 보케햄(Bocheham)으로 기록되어 있다. 리처드 피츠 길버트가 소유했으며, 둠스데이 자산은 하이드 (단위) 1.5개, 교회 1개, 수산업 가치 10페니짜리 2개, 쟁기 3개, 초지 2 에이커 (0.81 ha), 소림 가치 60마리 돼지였다. 영주에게 연간 10파운드를 지불했다.
중세를 거치면서 많은 국가 기록(예: 어사이즈 롤과 파인즈 발)에서 오컴은 소유자 중에 높은 귀족이 등장하지 않는다. 그러나 오컴은 유명한 중세 철학자이자 오컴의 면도날을 주창한 오컴의 윌리엄의 출생지이다.
바이런 경의 딸 에이다 러브레이스는 이스트 호슬리 마을에 그녀의 남편인 제1대 러브레이스 백작이 지은 호슬리 타워스에 정착하기 전에 잠시 오컴 파크에 살았다. 그의 조상 피터 킹 경은 영국 의회법을 이용하여 서리주 앨버리와 샌드, 서식스에 있는 유서 깊은 장원주 웨스턴 가문으로부터 장원을 매입했으며, 웨스턴 가문은 튜더 왕조 후기 조상인 프랜시스 웨스턴 이후 워킹 (서리주) 사목구 극남부에 있는 서턴 플레이스 (서리주)와 함께 이 장원을 소유했던 먼 친척들로부터 장원을 취득했다.
1850년 도망노예법으로 인해 미국의 '지하철도 (비밀결사)'에서 한 가족을 도운 자선 행위가 이 마을에서 일어났다. 1850년 메이컨 (조지아주), 조지아주에서 자유를 찾아 힘든 여정을 시작하여 리버풀에 도착한 후, 아프리카계 미국인 노예인 엘렌 크래프트와 윌리엄 크래프트 부부는 1851년 오컴의 한 교구민으로부터 집을 얻었다. 그들은 오컴 학교에 다니며 교사로 일하며 학비를 벌었다. 윌리엄은 목공을 가르쳤고, 엘렌은 바느질을 가르쳤다. 1852년 그들의 첫 아이인 찰스 에스틀린 필립스 크래프트가 오컴에서 태어났다. 1년 후, 그들은 오컴을 떠나 런던으로 돌아갔다. 1871년 조지아주로 돌아온 후, 그들은 오컴 학교를 본떠 우드빌 협동농장 학교를 시작했다.

## 지질학

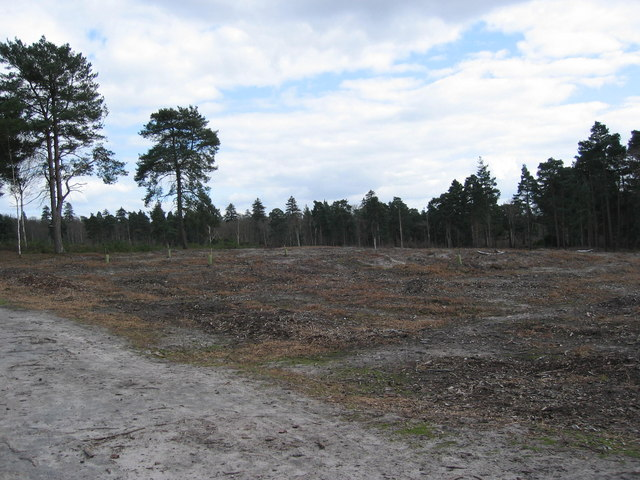
오컴 와이즐리 커먼스는 국내에서 희귀한 토양 유형인 산성, 자연적으로 습한 모래 히스와 습지 토양에 희귀종을 지탱한다.

오컴 커먼의 토양은 비옥한 가벼운 점토와 부식토 표토에서 매우 산성인 모래 히스까지 다양하다. 북쪽에는 높고 침식되지 않은 배그샷 층이 있다. 교구의 남쪽 부분은 런던 점토 위에 있다. 교구 서쪽의 웨이 계곡 일부와 동쪽에서 합류하는 개울의 둑은 특히 충적층으로 형성되어 있다.

## 랜드마크

### 채틀리 히스와 셈옵포어 타워
높고 좁은 팔각형 탑은 나폴레옹 전쟁이 한창이던 19세기 초에 지어졌다. 이 탑은 셈옵포어를 이용한 신호 전달에 사용되었다.

### 오컴 제분소

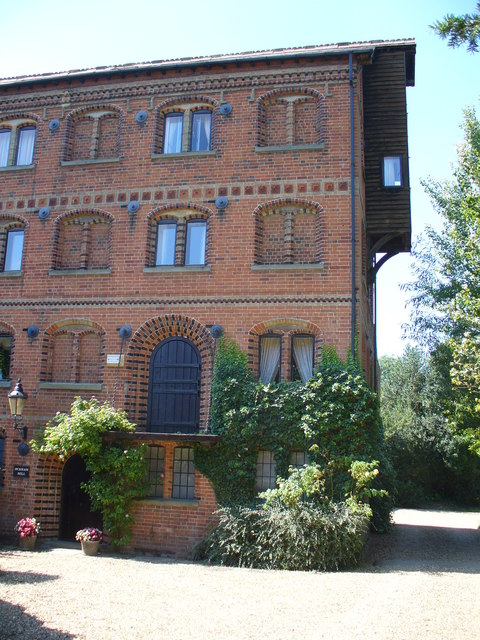
오컴 제분소, 와이즐리 근처에 밀집된 세 건물 중 하나

웨이강에 있는 가장 큰 옛 산업 제분소 중 하나로, 올드 워킹의 개조된 제분소와 스토크 제분소 (길드퍼드)에 필적하는 오컴 제분소는 1862년에 지어졌으며 2등급 등록문화재이다. 4층 높이의 붉은 벽돌 건물이며 각 층마다 장식적인 벽돌과 타일 띠가 있다. 특이하게도 3층과 1층 위에 벽돌 처마가 있으며, 창문 중 하나는 "러브레이스 양식"으로 여겨지는데, 이는 이스트 호슬리의 러브레이스 백작 기념비 벽처럼 깊이 새겨진 오목한 형태를 가지고 있다.

### 오컴 커먼의 와이즐리 비행장
마을 북동쪽에 있는 오컴 커먼에는 폐쇄된 와이즐리 비행장이 있는데, 포장된 2 km (1.2 mi) 활주로(RWY 10/28)가 있다. 1972년까지 이 비행장은 빅커스와 나중에 영국 항공기 기업의 위성 장비 장착 및 비행 시험 센터로 사용되었으며, 인근 브룩랜즈의 주요 공장 및 비행장, 웨이브리지와 연결되어 VC10만큼 큰 항공기도 수용할 수 있었다.
비행장은 사용되지 않지만 항공과의 연결은 남아있다. 이 곳은 런던 히스로 공항으로 남서쪽에서 도착하는 항공기를 위한 대기 시설인 VOR 항법 비콘 OCK의 위치이다.

### 모든 성인의 교회
오컴에는 작은 교회인 모든 성인의 교회가 있다. 이 교회는 1등급 등록문화재이다. 기초는 12세기에 놓였고, 그 당시 회당의 일부가 지어졌다. 성단소와 북쪽 통로는 13세기에, 남쪽 회당 벽은 14세기에, 탑과 북쪽 통로 벽은 15세기에 지어졌다. 1735년 킹 예배당이 북쪽 날개로 교회에 추가되었다. 킹 남작들과 그들의 후손인 러브레이스 백작의 가족 묘 위에 세워진 예배당으로, 여러 교회 기념비를 특징으로 한다. 모든 성인의 교회 건물은 1874-75년에 토머스 그레이엄 잭슨에 의해 복원되고 확장되었다. 또한 제1차 세계 대전과 제2차 세계 대전에서 목숨을 바친 이들을 기리는 기념비도 있다.

### 마터스 그린

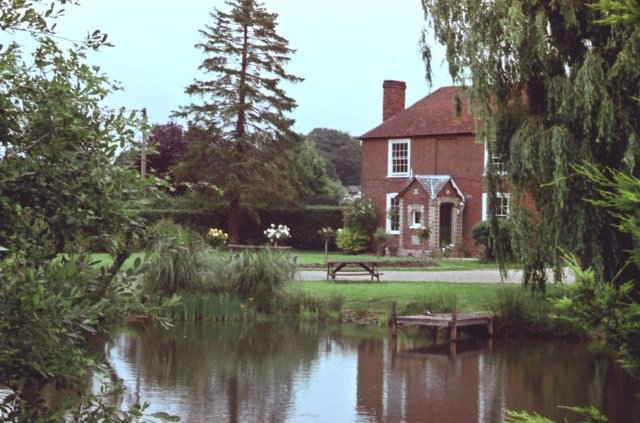
마터스 그린에 있는 이 농가는 교구 일부의 비옥한 토양을 보여준다

이 작은 선형 취락은 마을 동쪽, 다운사이드 (서리주)와 콥햄 근처에 있는 마을이다. 마을의 유일한 펍인 블랙 스완이 있다.

## 스포츠
오컴에는 오컴 레인의 호트보이 초원에서 주말에 경기를 하는 크리켓 및 축구 클럽이 있다. 크리켓 클럽은 서리 다운스 리그에 두 팀이 있고 일요일 친선 경기만 하는 팀이 있다. 축구 클럽은 길드퍼드 & 워킹 얼라이언스에 속해 있다.
오컴은 또한 티렐 포뮬러 원 레이싱 팀의 본부이기도 했다. 1997년 브리티시 아메리칸 레이싱에 매각되어 노샘프턴셔주 브래클리로 이전하기 전까지였다.

## 인구 통계 및 주택
| 출력 영역   | 단독 주택 | 반단독 주택 | 연립 주택 | 아파트 | 캐러밴/임시/이동 주택 | 가구 간 공유 |
| ----------- | --------- | ----------- | --------- | ------ | --------------------- | ------------ |
| (민사 교구) | 92        | 53          | 12        | 5      | 2                     | 0            |

이 지역의 단독 주택으로 구성된 평균 주거 수준은 28%였으며, 아파트는 22.6%였다.
| 출력 영역   | 인구 | 가구 수 | % 완전 소유 | % 대출 소유 | 헥타르 |
| ----------- | ---- | ------- | ----------- | ----------- | ------ |
| (민사 교구) | 410  | 164     | 41.5%       | 32.9%       | 1213   |

민사 교구에서 주택을 완전 소유한 가구의 비율은 지역 평균인 35.1%와 비교된다. 대출로 주택을 소유한 비율은 지역 평균인 32.5%와 비교된다. 나머지 %는 임대 주택(및 무상 거주 가구의 무시할 수 있는 % 포함)으로 구성된다.

## 유명 동명
이 마을의 이름을 따서 HMS 오컴이라는 햄급 기뢰제거함이 명명되었다.

## 더 읽어보기
- The Oak Hamlet: Being an Account of the History and Associations of the Village of Ockham, Surrey by Henry Saint John Hick Bashall (London: Elliot Stock; 1900). OCLC 23371038.